# Mycale
Mycale är ett släkte av svampdjur. Mycale ingår i familjen Mycalidae.

## Bildgalleri

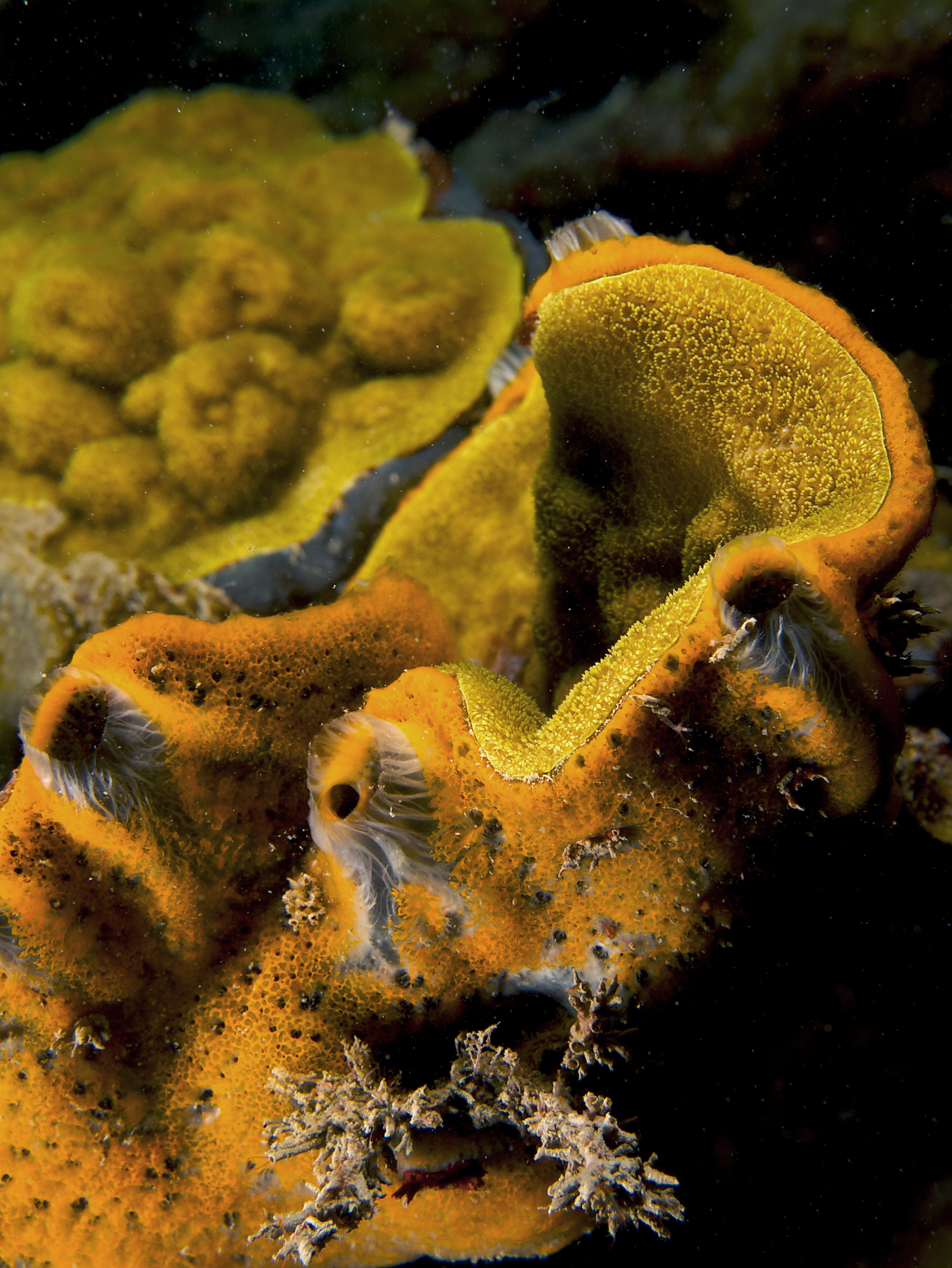
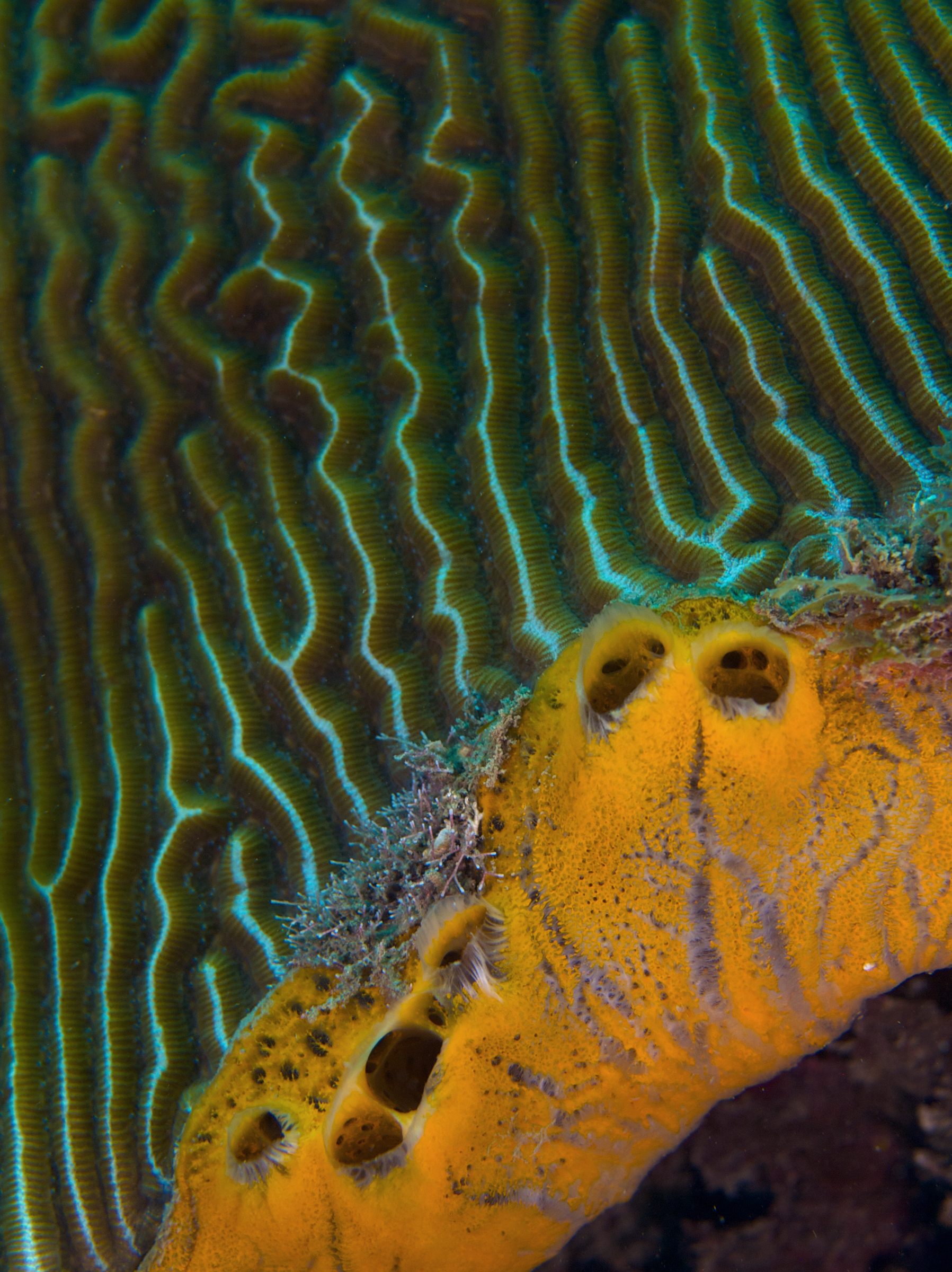
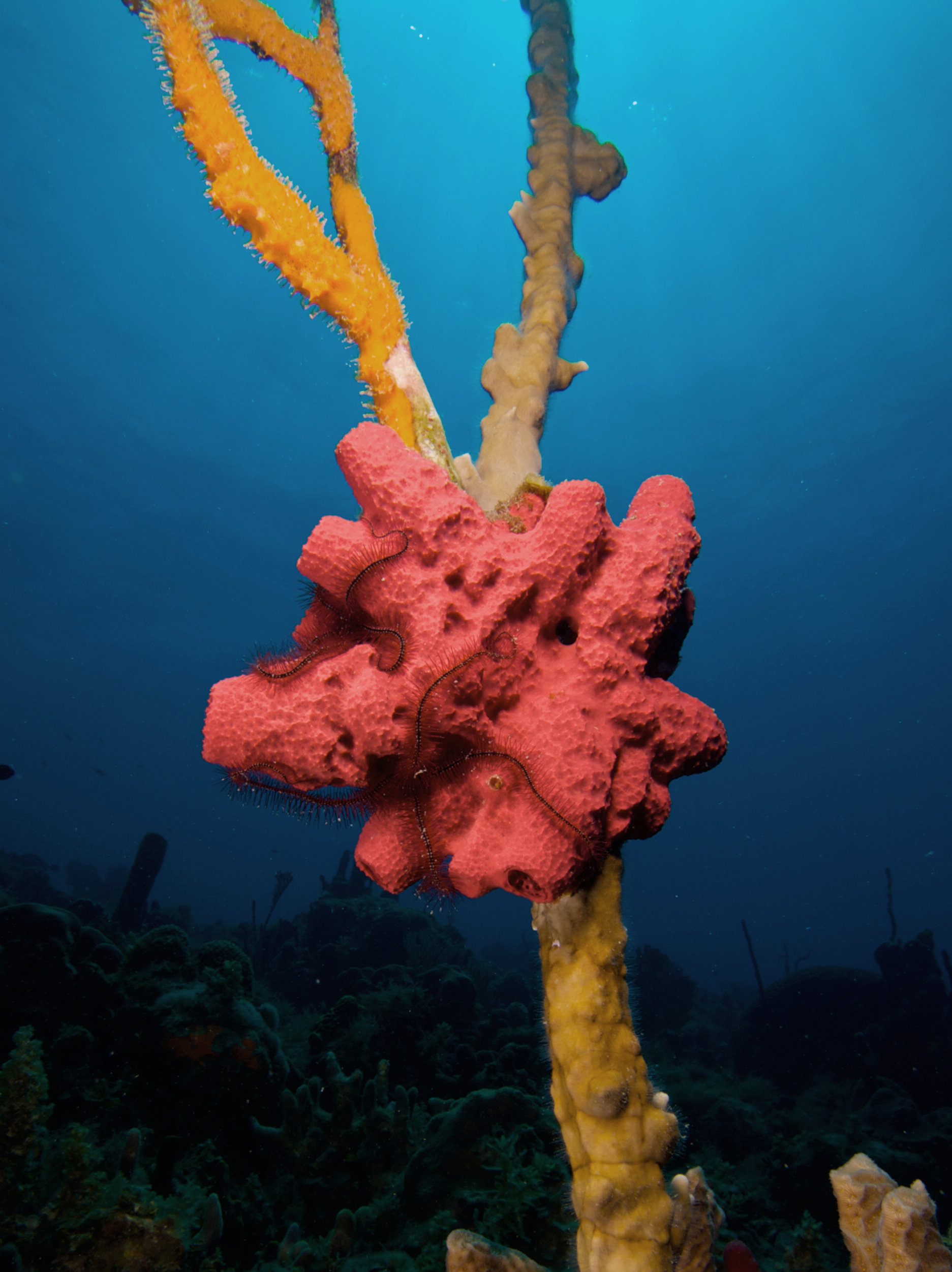

## Dottertaxa tillMycale, i alfabetisk ordning[1][2]
- Mycale acerata
- Mycale adhaerens
- Mycale americana
- Mycale anatipes
- Mycale ancorina
- Mycale angulosa
- Mycale anisochela
- Mycale anomala
- Mycale aplysilloides
- Mycale arctica
- Mycale arcuiris
- Mycale arenaria
- Mycale arenicola
- Mycale arndti
- Mycale aruensis
- Mycale atlantica
- Mycale australis
- Mycale babici
- Mycale bamfieldensis
- Mycale beatrizae
- Mycale bellabellensis
- Mycale bidentata
- Mycale bolivari
- Mycale burtoni
- Mycale carlilei
- Mycale cavernosa
- Mycale cecilia
- Mycale chilensis
- Mycale chujaensis
- Mycale chungjae
- Mycale cleistochela
- Mycale cliftoni
- Mycale cockburniana
- Mycale confundata
- Mycale contareni
- Mycale contax
- Mycale coronata
- Mycale corrugata
- Mycale crassa
- Mycale crassissima
- Mycale cucumis
- Mycale curvisigma
- Mycale cylindrica
- Mycale darwini
- Mycale dendyi
- Mycale dentata
- Mycale diaphana
- Mycale diastrophochela
- Mycale dichela
- Mycale digitata
- Mycale diminuta
- Mycale diversisigmata
- Mycale doellojuradoi
- Mycale dubia
- Mycale erythraena
- Mycale escarlatei
- Mycale euplectelloides
- Mycale fascibula
- Mycale fibrexilis
- Mycale fibrosa
- Mycale fisheri
- Mycale fistulifera
- Mycale flagellifera
- Mycale flagelliformis
- Mycale flammula
- Mycale fusca
- Mycale fusiformis
- Mycale gaussiana
- Mycale gelatinosa
- Mycale geojensis
- Mycale grandis
- Mycale gravelyi
- Mycale helios
- Mycale hentscheli
- Mycale hispida
- Mycale immitis
- Mycale imperfecta
- Mycale incrustans
- Mycale incurvata
- Mycale indica
- Mycale intermedia
- Mycale izuensis
- Mycale japonica
- Mycale jasoniae
- Mycale jophon
- Mycale jukdoensis
- Mycale kolletae
- Mycale koreana
- Mycale laevis
- Mycale lapidiformis
- Mycale laxissima
- Mycale levii
- Mycale lilianae
- Mycale lindbergi
- Mycale lingua
- Mycale lissochela
- Mycale lobimana
- Mycale longistyla
- Mycale loricata
- Mycale loveni
- Mycale macginitiei
- Mycale macilenta
- Mycale macrochela
- Mycale macrosigma
- Mycale madraspatana
- Mycale magellanica
- Mycale magnirhaphidifera
- Mycale mammiformis
- Mycale mannarensis
- Mycale marshallhalli
- Mycale massa
- Mycale menylloides
- Mycale meridionalis
- Mycale micracanthoxea
- Mycale microsigma
- Mycale microsigmatosa
- Mycale microxea
- Mycale militaris
- Mycale minima
- Mycale mirabilis
- Mycale modesta
- Mycale moluccensis
- Mycale monanchorata
- Mycale multisclera
- Mycale murrayi
- Mycale muscoides
- Mycale myriasclera
- Mycale mytilorum
- Mycale neunggulensis
- Mycale novaezealandiae
- Mycale nullarosette
- Mycale obscura
- Mycale oceanica
- Mycale ochotensis
- Mycale orientalis
- Mycale pachysigmata
- Mycale papillosa
- Mycale paradoxa
- Mycale parasitica
- Mycale parishi
- Mycale parvasigma
- Mycale paschalis
- Mycale pectinicola
- Mycale peculiaris
- Mycale pellucida
- Mycale penicillium
- Mycale phillipensis
- Mycale phyllophila
- Mycale pluma
- Mycale plumosa
- Mycale pluriloba
- Mycale porosa
- Mycale profunda
- Mycale psila
- Mycale pulvinus
- Mycale purpurata
- Mycale quadripartita
- Mycale radiosa
- Mycale raphidiophora
- Mycale rara
- Mycale renieroides
- Mycale repens
- Mycale retifera
- Mycale rhaphidotoxa
- Mycale rhoi
- Mycale richardsoni
- Mycale rotalis
- Mycale sanguinea
- Mycale schmidti
- Mycale senegalensis
- Mycale sentinella
- Mycale serpens
- Mycale serratohamata
- Mycale serrulata
- Mycale setosa
- Mycale simonis
- Mycale simplex
- Mycale spinosigma
- Mycale stecarmia
- Mycale stegoderma
- Mycale stepanovii
- Mycale stephensae
- Mycale stolonifera
- Mycale strelnikovi
- Mycale strongylophora
- Mycale subclavata
- Mycale suezza
- Mycale sulcata
- Mycale sulevoidea
- Mycale syrinx
- Mycale tapetum
- Mycale tasmani
- Mycale tenuis
- Mycale tenuisinuousitylostyla
- Mycale tenuisistrongylata
- Mycale tenuispiculata
- Mycale tenuityla
- Mycale textilis
- Mycale thaumatochela
- Mycale thielei
- Mycale titubans
- Mycale toporoki
- Mycale topsenti
- Mycale toxifera
- Mycale trichela
- Mycale trichophora
- Mycale tridens
- Mycale trincomalensis
- Mycale truncatella
- Mycale tunicata
- Mycale tylota
- Mycale tylotornota
- Mycale ulleungensis
- Mycale undulata
- Mycale unguifera
- Mycale urizae
- Mycale vaceleti
- Mycale waitei
- Mycale vansoesti
- Mycale varpachowski
- Mycale velutata
- Mycale vermistyla